# Castelo de Coimbra
O Castelo de Coimbra localizava-se na cidade de mesmo nome, freguesia de Coimbra, município e distrito de Coimbra, em Portugal.
Hoje desaparecido, erguia-se sobre uma colina, em posição dominante sobre a povoação, às margens do rio Mondego. Em seus muros iniciava-se a cerca da vila, franqueada, na zona baixa, pela Porta da Almedina.

## História

### Antecedentes
Embora não existam muitas informações acerca da primitiva ocupação humana de seu sítio, à época da Invasão romana da Península Ibérica era uma povoação expressiva, denominada Emínio. Com o advento do cristianismo, essa importância aumentou, vindo a tornar-se sede de Diocese, em lugar da antiga Conímbriga, de onde derivou a sua moderna designação. Ocupada pelos Muçulmanos a partir de 713, manteve-se como um próspero centro comercial entre a região Norte, cristã, e a Sul, islâmica. À semelhança de outros centros na península, no período, deve ter recebido os primeiros muros, tendo a recente pesquisa arqueológica já identificado testemunhos expressivos sobre essa ocupação.

### O castelo medieval
À época da Reconquista da península, Coimbra voltou, em 878, ao domínio cristão, para ser de novo submetida ao domínio Muçulmano, conquistada em 987 pelo califa Almançor. Foi reconquistada pelas forças de Fernando Magno (1064), transformando-se em sede de condado governado pelo conde Sesnando Davides, a quem se atribui a sua primitiva defesa.
No século seguinte, a povoação e seu castelo integraram os domínios do Condado Portucalense, aqui tendo residido o conde D. Henrique e sua esposa D. Teresa, e aqui tendo nascido D. Afonso Henriques, que a transformou na sede do condado, substituindo Guimarães. Aqui resistiu a condessa, com as forças locais, ao ataque muçulmano de 1117. Com o advento da nacionalidade, Coimbra tornou-se a primeira capital portuguesa, condição que conservou até 1255, quando a perdeu para Lisboa. Com relação ao Castelo de Coimbra e à cerca da vila, é atribuído aos monarcas D. Afonso Henriques (1112-1185) e D. Sancho I (1185-1211), a responsabilidade pela ampliação e reforço destas defesas. O primeiro, pela Torre de Menagem, e o segundo pela chamada Torre de Hércules (1189). O rei D. Fernando (1367-1383) também teria disposto do mesmo modo.
No contexto da crise de 1383-1385, em Agosto de 1385, dias antes da batalha de Aljubarrota, parte das forças de Castela, vindas da Beira a caminho de Lisboa, de passagem por Coimbra, travaram combate com um grupo de moradores junta à Porta da Almedina, na parte baixa da povoação. Era Alcaide-mor do castelo o nobre Gonçalo Mendes de Vasconcelos, o qual, apoiando o Regente, mantinha o pendão português. Entretanto, na ocasião, o castelo não sofreu assédio e nem assalto. O nobre tomou parte nas Cortes de Coimbra de 1385, vindo a ser um dos três fidalgos que compuseram o Conselho Régio ali indicado. Entretanto, por haver sido pessoa de confiança da rainha D. Leonor, o novo soberano retirou-lhe a alcaidaria, utilizando-se de um estratagema:
"Ordenou el-rei de se ir ao Porto, com intenção de cobrar alguns lugares dos que naquela comarca de Antre Douro e Minho tinham voz por el-rei de Castela. E antes que partisse de Coimbra, porque não tinha boa suspeita de Gonçalo Mendes de Vasconcelos, especialmente por ser dívido da rainha Dona Leonor, teve que era bem de lhe tomar o castelo e dá-lo a outrem de que fosse seguro. E falou com Vasco Martins de Melo, que, como o visse fora do castelo, que entrasse dentro e o tomasse; e Vasco Martins assim o fez, da qual cousa, posto que muito desprouguese a Gonçalo Mendes, el-rei o contentou de tal guisa em outras mercês, que foi de todo pacificado." (Fernão Lopes. Crónica de D. João I).
O castelo e as defesas da vila mantiveram-se relativamente bem conservadas até ao século XVI, quando começou a se fazer sentir a pressão do crescimento urbano sobre a cerca exterior.
Deste modo, o velho castelo medieval tomou parte em nova questão de sucessão dinástica, desta vez apoiando o Prior do Crato, resistindo sem sucesso às tropas castelhanas sob o comando de Sancho d'Ávila.

### Do consulado pombalino aos nossos dias

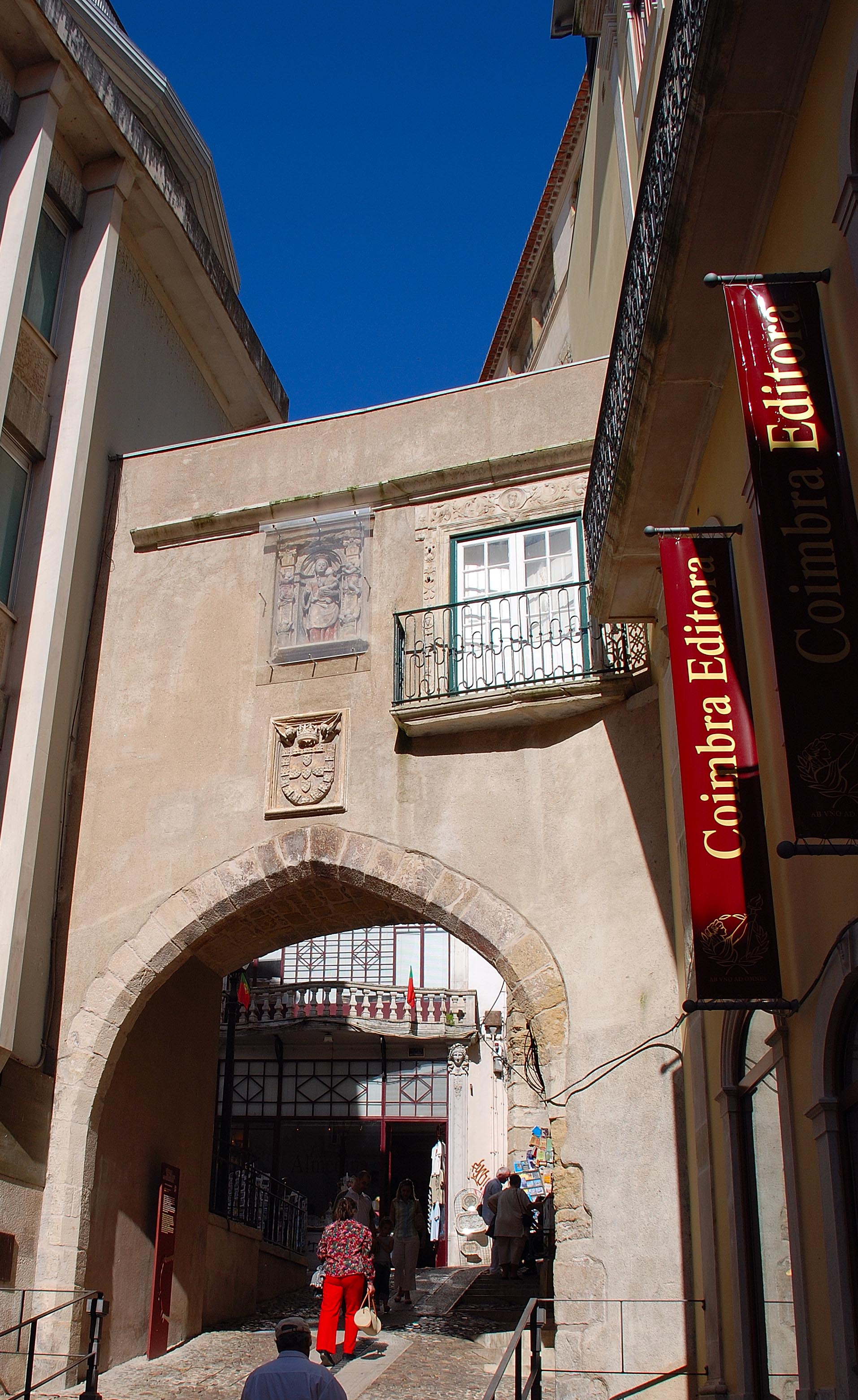
Porta da Barbacã, que liga a Baixa à ladeira que leva à Alta da cidade.

Conhece-se a planta do castelo à época pombalina, que permite avaliar que o progresso urbano já cobrava o seu tributo à época, sob a forma de diversas edificações adossadas aos seus muros. De acordo com uma carta do académico Manuel da Silva Real à Academia Real de História Portuguesa (5 de Abril de 1723), era de se lamentar o esburacamento das paredes e do solo da torre quinária, também chamada de Torre de Hércules, praticado por pesquisadores de tesouros, que uma tradição local à época afirmava terem ali sido deixados pelo herói mitológico da Grécia Antiga. Era alcaide-mor do Castelo, à época, o duque de Aveiro. Ao final do século XVIII, o castelo encontrava-se sem função e quase que totalmente em ruínas. Desse modo, projetou-se arrasá-lo para erguer, em seu lugar, um Observatório Astronômico para a Universidade de Coimbra (1772), trabalhos de demolição iniciados em 29 de Março de 1773. As obras do observatório iniciaram-se no mês de Abril do mesmo ano, sendo suspensas, entretanto, em Setembro de 1775, quando pouco mais do que os alicerces do edifício haviam sido erguidos. Por razões não completamente esclarecidas, um novo observatório, de menores dimensões, foi erguido no pátio da Universidade e inaugurado em 1799.
No contexto da Guerra Peninsular, a cidade, sem condição de defesa, antiga ou moderna, foi ocupada pelas tropas francesas, inicialmente sob o comando de Jean-Andoche Junot, e posteriormente, sob o de André Massena.
No século XX subsistiam o chamado Arco da Almedina e poucos vestígios das muralhas medievais de Coimbra. O conjunto foi classificado como Monumento Nacional por Decreto publicado em 23 de Junho de 1910.

## Características

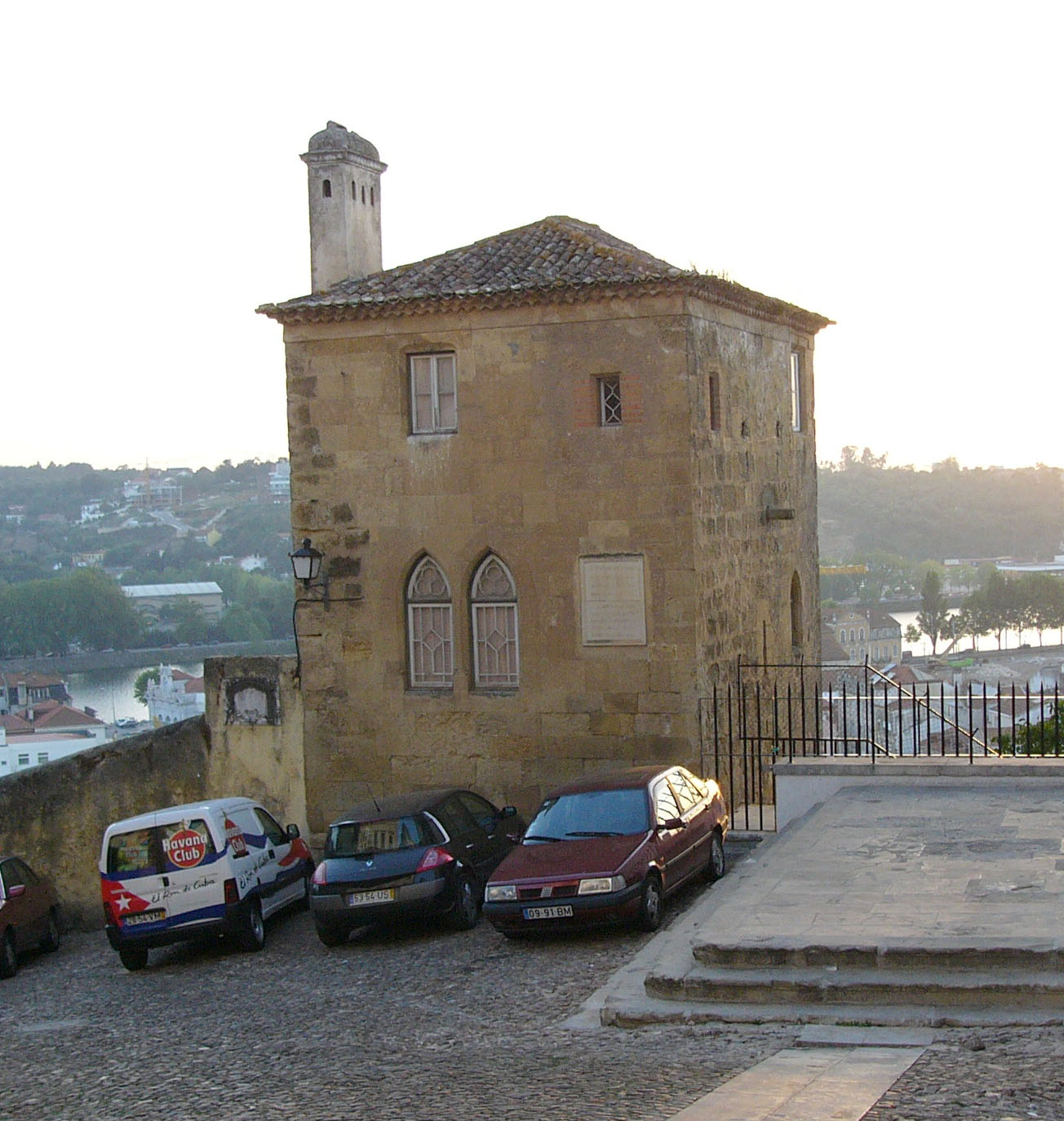
Coimbra, Portugal: Torre do Anto na Alta da cidade, uma das torres da antiga cerca medieval.

Os trabalhos de prospecção arqueológica recentemente iniciados no Pátio da Universidade de Coimbra, visam, sendo ampliados, responder as indagações maiores acerca das primitivas plantas defensivas, quer do período romano, quer do muçulmano, quer do medieval.
Conhecemos parcialmente o castelo medieval pelas plantas pombalinas que chegaram até nós. Elas mostram uma estrutura de planta quadrangular irregular, no estilo românico, quando subsistia ainda a torre de menagem, de planta quadrada. A cidade medieval dividia-se entre a chamada Cidade Alta (ou Almedina), ocupada pelo clero e pela nobreza (e, a partir do século XVI, os estudantes da Universidade), e a Cidade Baixa, onde se concentrava o comércio e o artesanato.
O perímetro amuralhado medieval, com planta aproximadamente oval, que presumimos bastante extenso, embora não tenhamos ciência do seu traçado preciso, compreendia ambos os núcleos. Em seu ponto mais baixo, às margens do Mondego, era defendido pela Torre de Belcouce.
Entre as torres que se conservaram, destaca-se a chamada Torre da Almedina, à atual rua Ferreira Borges. Nela se rasga a Porta da Almedina, originalmente guardada por dois cubelos, que posteriormente foram ligados por um arco de ferradura, modificado ao longo dos séculos até à atual conformação em arco de volta perfeita. Sob o reinado de D. Manuel I ou de seu sucessor, D. João III, esta torre foi adaptada para Casa da Câmara, datando desta época o baixo-relevo da Virgem com o Menino, de autoria do escultor João de Ruão, no interior do arco. Ao final do século XIX, a torre serviu ainda como Escola Livre das Artes do Desenho, sob a direção do Prof.  António Augusto Gonçalves, e, no século XX, como Arquivo Histórico Municipal.

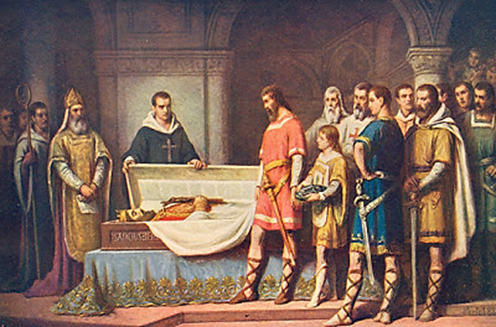
Martim de Freitas, alcaide de Coimbra, faz abrir o túmulo de Sancho II para verificar a sua morte.

Por fim, da cerca medieval, subsiste ainda uma pequena porta em arco de ferradura, junto ao Museu Nacional de Machado de Castro e a chamada Torre do Anto.

## A lenda de Martim de Freitas
Após a deposição de D. Sancho II (1209-1248) em 1245, sendo o governo do reino confiado ao seu irmão, o infante D. Afonso, refugiou-se o primeiro em Toledo, no reino de Castela. Reza a lenda que Martim de Freitas, alcaide do Castelo de Coimbra, fiel a D. Sancho II, a quem prestara menagem, recusou-se a entregar o castelo ao regente, mesmo suportando um longo cerco, iniciado em 1246. Informado do falecimento do soberano naquela cidade castelhana (Janeiro de 1248), pediu e obteve um salvo conduto e foi, por seus próprios meios, certificar-se da notícia. Lá chegando, aberto o caixão, depositou as chaves do castelo sobre o cadáver do seu senhor, retirando-as em seguinda para então as entregar ao novo soberano, como seu legítimo senhor. (in: Rui de Pina.)